# Lucie Pinson
Lucie Pinson é uma ambientalista francesa, fundadora e directora da ONG Reclaim Finance, e uma das 6 vencedoras do Prémio Ambiental Goldman 2020, o prémio mais importante para activistas ambientais. Ela liderou uma campanha que convenceu 16 bancos franceses a não investir mais em indústrias baseadas em energia de carbono.

## Biografia
Lucie Pinson nasceu em 1985 em Nantes. Ela estudou ciências políticas e ciências ambientais. Em 2013 ela juntou-se a organização Friends of the Earth. Em 2020, ela fundou a Reclaim Finance.